# Formschwerpunkt
Der Formschwerpunkt eines Körpers, der von einer Flüssigkeit oder einem Gas umgeben ist oder auf einer Flüssigkeit schwimmt, ist der Schwerpunkt der von ihm verdrängten Flüssigkeit bzw. des von ihm verdrängten Gases. Der Formschwerpunkt ist somit der Punkt, an dem der statische Auftrieb angreift und wird daher auch Auftriebspunkt genannt.

## U-Boote
Bei einem getauchten U-Boot ist die räumliche Lage des Formschwerpunktes relativ zu dessen Gewichtsschwerpunkt, an dem die Gewichtskraft angreift, entscheidend für die Stabilität: damit das U-Boot nicht kentert, sollte der Formschwerpunkt oberhalb des Gewichtsschwerpunktes liegen.

## Schiffe
Bei Schiffen an der Wasseroberfläche dagegen liegt der Formschwerpunkt des Unterwasserschiffs meist unter dem Gewichtsschwerpunkt, ohne dass sie kentern. Dies liegt daran, dass der Formschwerpunkt wandert: die Seite, zu der das Schiff krängt (sich neigt), taucht tiefer ein und bildet zusätzlichen Auftrieb; die gegenüberliegende Seite taucht auf und verliert Auftrieb. Das Schiff verhält sich so, als ob es wie ein Pendel in einem Punkt aufgehängt wäre, den man als Metazentrum bezeichnet. Nur das Metazentrum, nicht der Formschwerpunkt, muss oberhalb des Gewichtsschwerpunktes liegen. Die Höhe des Metazentrums über dem Formschwerpunkt hängt vom Flächenträgheitsmoment der Wasserlinie um die Längsachse ab und ist deshalb bei Katamaranen sehr groß.